# Ternesita
La ternesita és un mineral de la classe dels silicats. Rep el seu nom del col·leccionista alemany Bernd Ternes, especialista en minerals de l'àrea d'Eifel a Alemanya, qui va trobar el mineral i va proporcionar espècimens pel seu estudi.

## Característiques
La ternesita és un silicat de fórmula química Ca₅(SiO₄)₂(SO₄). Va ser aprovada com a espècie vàlida per l'Associació Mineralògica Internacional l'any 1995. Cristal·litza en el sistema ortoròmbic. La seva duresa a l'escala de Mohs oscil·la entre 4,5 i 5. És un mineral isotípic amb la silicocarnotita.

Segons la classificació de Nickel-Strunz, la ternesita pertany a «9.AH - Nesosilicats amb CO₃, SO₄, PO₄, etc.» juntament amb els següents minerals: iimoriïta-(Y), tundrita-(Ce), tundrita-(Nd), spurrita, britholita-(Ce), britholita-(Y), el·lestadita-(Cl), fluorbritholita-(Ce), fluorel·lestadita, hidroxilel·lestadita, mattheddleïta, tritomita-(Ce), tritomita-(Y), fluorcalciobritholita i fluorbritholita-(Y).

## Formació i jaciments
Va ser descoberta a la pedrera Caspar, al volcà Bellerberg, a la localitat d'Ettringen, a la regió d'Eifel (Renània-Palatinat, Alemanya). També ha estat descrita al mont Parsa, al desert del Nègueb (Israel); a Jebel Harmun, Cisjordània (Palestina); i a Lapanouse-de-Sévérac, a Aveyron (Occitània, França), on s'hi poden trobar bons cristalls d'aquesta espècie.